# Saneg
Saneg (em árabe: سانق) é uma comuna localizada na província de Médéa, Argélia. De acordo com o censo de 2008, a população total da cidade era de 5 487 habitantes.
A cidade romana de Uzinaza se localizava na área.